# Música da Nigéria
A música da Nigéria inclui muitos tipos de música popular e Tradicional, algumas das quais são conhecidas em todo o mundo. Estilos de música popular estão relacionados com os muitos grupos étnicos no país, cada um com as suas próprias técnicas, instrumentos e músicas. Pouco se sabe sobre a história musical do país antes de contato europeu, embora esculturas de bronze que foram encontradas remontam aos séculos XVI e XVII são alusivas à músicos e seus instrumentos..
A Nigéria tem sido chamada de "o coração da música africana", devido ao seu papel no desenvolvimentoOcidental, o highlife (Gana e Serra Leoa) e o palm-wine o maringa (Serra Leoa), que funde ritmos nativos com as técnicas importadas do Congo para o desenvolvimento de vários gêneros populares que são genuínos da Nigéria, como o apalá, fuji, juju e o yo-pop. Posteriormente, os músicos nigerianos criaram seus próprios gêneros derivados da cultura hip hop americano destacando o hiplife, (ver: hip hop africano) e do reggae jamaicano (ver: reggae nigeriano). A expansão musical da Nigéria tem sido bem recebida internacionalmente não só nos campos da música tradicional e popular, como também na música ocidental em geral por compositores como Fela Sowande.
O elemento essencial da música nigeriana, e de toda a música africana tradicional, é a poliritmia, na qual duas ou mais batidas diferentes se realizam simultaneamente. O estilo africano hemiola, com base no padrão assimétrico do ritmo é uma importante técnica rítmica ao longo de todo o continente. A música atribui o sucesso da indústria da música nigeriana, arte e cultura a sua "sede nacional de sucesso estético e material, e um apetite voraz pela vida, o amor e a música e um mercado interno enorme, bastante grande para apoiar os artistas que cantam em línguas regionais e experimentam gêneros indígenas".
No entanto, a corrupção política e galopante pirataria musical na Nigéria tem dificultado o crescimento da indústria..

## Música tradicional

Existem mais de 250 grupos étnicos na Nigéria. Os mais relevantes musicalmente são os grupos étnicos tives (no sudeste), os ibos (no sul), os hauçás (no norte) e os iorubás (sudoeste)

Mais de 250 grupos étnicos são nativos da Nigéria, e muitos outros têm imigrado para este país. Os grupos étnicos mais destacados musicalmente são os tives (no sudeste), os ibo (no sul), os hauçá (no norte) e os iorubá (sudoeste). A música tradicional da Nigéria e em toda a África é quase sempre funcional, em outras palavras, é realizada para marcar um ritual, como casamentos ou funerais e não por puro entretenimento ou prazer artístico. Embora alguns nigerianos, especialmente crianças e idosos, utilizam os instrumentos para se divertir, o seu uso pessoal é estranho.
A música está intimamente ligada à agricultura, assim, por exemplo, existem restrições de uso, de modo que só se pode tocar durante as diversas partes da estação de crescimento.
As canções de trabalho são um tipo comum de música nigeriana tradicional. Ajudam a manter o ritmo dos trabalhadores na colheita, as remadas em canoas e outros trabalhos no campo. As mulheres utilizam ritmos complexos em tarefas domésticas, tais como a preparação do inhame dando lugar a uma música altamente ornamentada. Nas regiões setentrionais, os agricultores trabalham juntos uns dos outros, e espera-se que o anfitrião forneça música para os seus vizinhos.
Os músicos tradicionais da Nigéria não são tipicamente profissionais, embora existam algumas excepções. Por exemplo os muçulmanos do norte Adamaua deste grupo de músicos tem  especializados. A questão da composição musical é também bastante variável. Os hwana, por exemplo, acreditam que todas as músicas são ensinadas pelos povos dos antepassados, enquanto os tives dão crédito aos compositores nomeados para quase todas as canções, e os efiquis, que nomeiam individualmente a cada um dos compositores das canções seculares. Destaca a liberdade de expressão no gênero já que em muitas partes da Nigéria, permite-se aos músicos dizer coisas em sua letra que, seriam entendidas como ofensivas em outras circunstâncias.

### Música hauçá
Os hauçás do norte são conhecidos por uma música de complexa percussão, o uso da viola goje de uma corda, e uma tradição vocal na qual predomina a canção de alabanza. Sob a influência muçulmana desde o século XIV, utilizam a improvisação com ritmos livres e a escala árabe, mesclando-as com os elementos africanos ocidentais tais como as polirritmias de chamada e resposta.

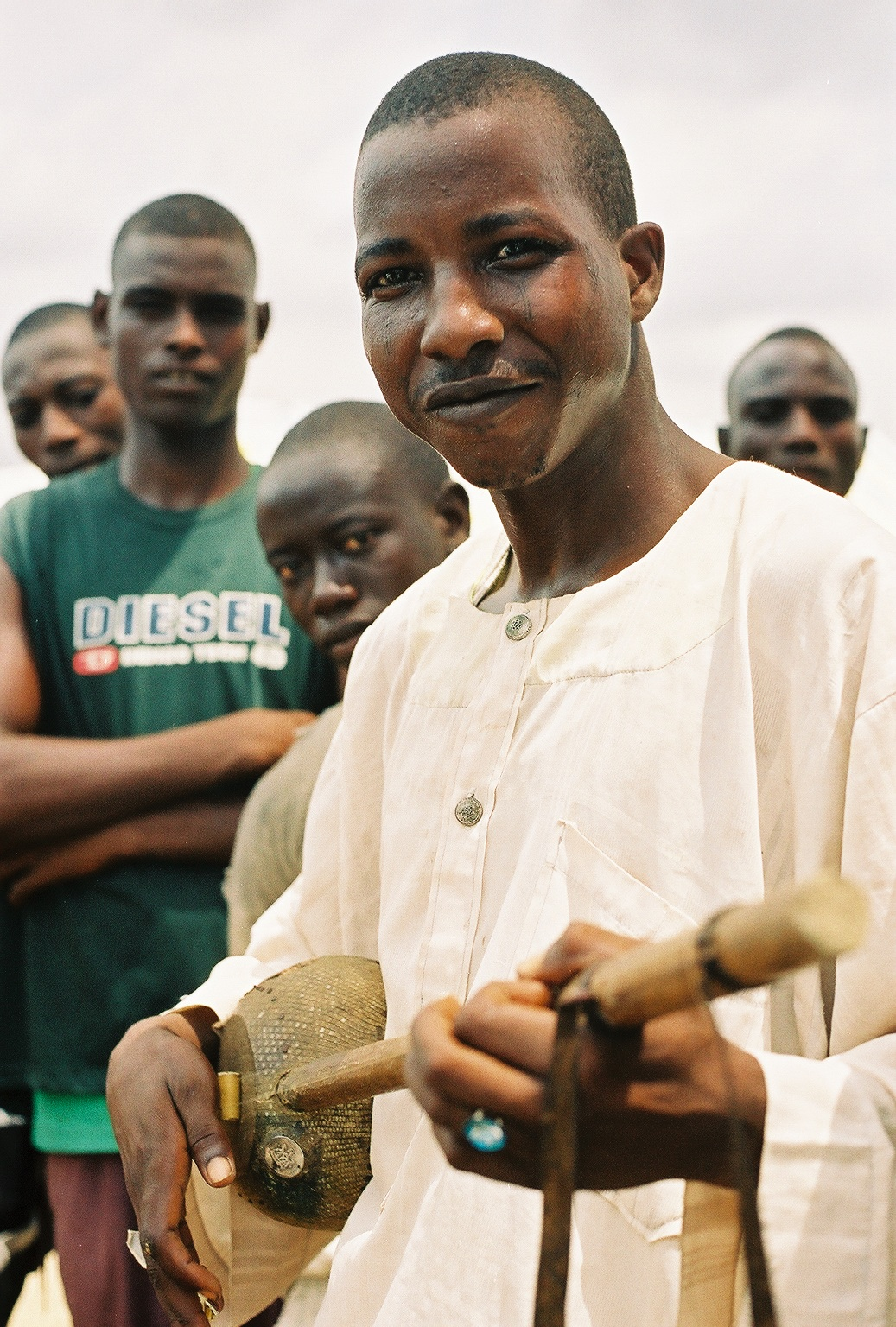
Hauçá tocando um goje de duas cordas

A música é utilizada para celebrar nascimentos, uniões, circuncisões, e outros acontecimentos importantes. A música cerimonial hauçá (rokon fada) é conhecida em toda a região e as famílias dos vocalistas dos cantos de cantos de alabanza (louvor improvisado) a dominam com perfeição, entre os que se destacam Narambad. Os hauçás utilizam instrumentos de percussão tais como a tambura e a trompete real alongada de kakaki que "foram utilizadas pela cavalaria songai e originalmente tomadas após a vistoria pelos estados hauçás como um símbolo de poder militar". A trompete de kakaki pode ter mais de dois metros de comprimento, e pode-se dividi-la em três partes para facilitar seu transporte.
A música rural hauçá inclui danças, como asauwara  (para as jovens) e o bòòríí, a dança da posse espiritual do álcool. A música tradicional hauçá tem produzido artistas populares, incluindo Dan Maraya (conhecido por seu alaúde de uma corda, o kontigi), Audo Yaron Goje, Muhamman Shata e Na Habu de Ibrahim (conhecido por sua viola de kukkuma).
A prática do bòòríí pelos hauçás é especialmente conhecida fora do país e tem alcançado diversas áreas, tais como Trípoli e Líbia graças ao comércio saariano. O culto do bòòríí oferece uma classe de música hipnótica que induz ao transe e é tocado pelo calabaxe, o alaúde ou a viola. Durante as cerimônias, as mulheres e outros grupos marginalizados caem em transes e executam vários movimentos dramáticos, tais como mímicas de cerdos ou o acoplamento ao sexo humano. Esta gente estaria possuída por um personagem, cada um com sua própria (letania) (kírààrì). Outros cultos similares de transe (os cultos mermaid),  pode-se encontrar na região do delta do Níger.

### Música ibo

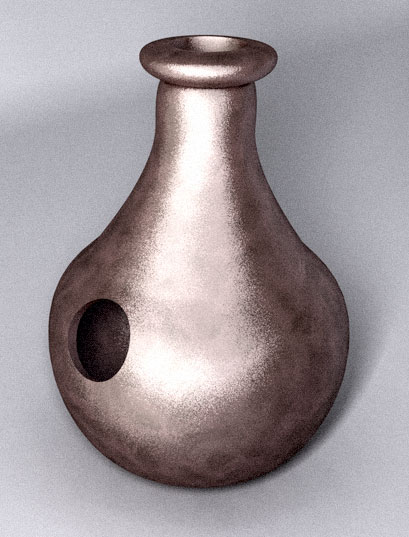
Udu, um dos instrumentos característicos da música ibo

Os ibos vivem no sudeste da Nigéria, e tocam uma variedade de instrumentos populares. São conhecidos pela sua adaptação a gêneros estrangeiros, e são uma parte importante do highlife nigeriano. O instrumento maior é a cítara de treze cordas, chamada obo. Os ibos também tocam timbales, xilofones, flautas, liras, udus e alaúdes; e mais recentemente, importaram instrumentos de metal europeus. A música da corte é tocada na mais tradicional sociedade ibo, mantendo suas tradições reais.
O ufie Tambor de fenda é usado para despertar o chefe, e comunicar hora das refeição e outras informações importantes. Os conjuntos de sinetas e tambores são utilizados para anunciar quando o chefe sai e volta para sua aldeia. O músico ibo Joshua Uzoigwe utilizava em suas composições de música clássica, a música tradicional de seu povo.

### Música iorubá

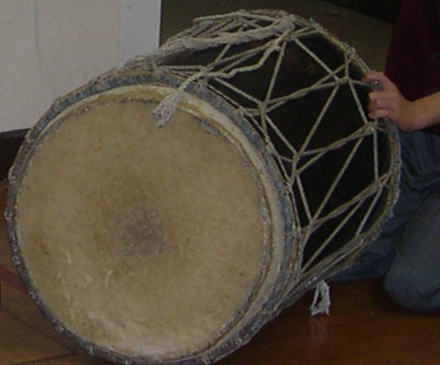
A música iorubá destaca-se pelo uso do dundum, instrumento de percussão de duas partes e que pode ter uma sineta. Muitas vezes, é o instrumento central de uma orquestra djembe, encarregado dos golpes mais graves

Os iorubás tem uma avançada tradição de percussão, com um uso característico dos timbales de tensão, em particular do dundum. Os conjuntos que usam o tambor dundum tocam um tipo de música que também é chamada dundum.
Estes conjuntos consistem em vários timbales de tensão de diferentes tamanhos que tocam junto com um gudugudu. O líder de um conjunto dundum é o iyalu, que utiliza a música  "para falar" imitando a tonalidade iorubá. Grande parte da música iorubá tem um caráter espiritual e é dedicada ao Orixá da mitologia iorubá.
A música iorubá transformou-se no componente mais importante da música popular nigeriana moderna, como resultado da precoce influência recebida de formas europeias, islâmicas e brasileiras. Estas influências promoveram a importação de instrumentos de metal, música escrita, percussão islâmica e de outros gêneros, trazidos pelos comerciantes brasileiros.
Na cidade mais populosa da Nigéria, Lagos, estas tradições multiculturais uniram-se e converteram-se na raiz da música popular nigeriana. Os gêneros modernos tais como o fuji de Alhaji Sikiru Ayinde, o waka de Salawa Abeni, o juju de King Sunny Adé e o sacara de Yusuf Olatunji se derivam sobre tudo da música tradicional iorubá. Compositores de música clássica como Joshua Uzoigwe e Akin Euba têm se destacado no panorama musical por sua preferência pela etnomusicologia e a tendência de utilizar em suas obras elementos da música iorubá.

### Música calabar
A música calabar inclui a música de anangues, efiques, ibibios, orons, equetes e Ikom dos estados Akwa Ibom e Cross River. Sua música é exclusiva para seus costumes e sociedades secretas, como o Epê, Econgue, Epô, e Epriacata. Os seus costumes e música tiveram impacto significativo sobre a música e os costumes de outros grupos étnicos na área do delta do Níger e da Nigéria a parte sudeste do país. Tambores, e várias formas de (obodom) são as suas importações de instrumentos musicais. Nos dias atuais, instrumentos musicais europeus ganharam ampla utilização nos seus espetáculos musicais e culturais.

### Música teatral
O teatro nigeriano faz amplo uso da música. Muitas vezes, esta é simplesmente a música tradicional usada em uma produção teatral, sem adaptação. No entanto, existem diferentes gêneros de música usados na ópera nigeriana. Aqui a música é utilizada para levar ao público uma impressão durante a ação dramática. A música também é utilizada no drama literário, e, embora o seu acompanhamento musical é usado mais escassamente na ópera, a música também tenta comunicar ao público o humor ou o tom dos eventos.
Um exemplo é a Saga Ozidi de John Pepper Clark, uma obra sobre assassinato e vergonha, na qual participam personagens humanos e não humanos. Cada personagem na obra é associada a uma canção pessoal que acompanha as batalhas em que o personagem está envolvido.
O teatro tradicional nigeriano inclui teatros de fantoches, e a antiga tradição iorubá do Alarinjó, que pode vir da figura do Egungum mascarados. Com a chegada das potências coloniais, que construíram estradas, estes grupos de teatro espalharam por todo o país e suas produções tornaram-se cada vez mais complicadas. Na atualidade, é mais comum o uso de instrumentos europeus, acompanhados de trechos de filmes e gravações musicais.
No passado, tanto Hubert Ogunde como Ada Lov, de Blessed Memories, utilizaram nas bandas sonoras de seus DVDs uma língua iorubá muito rica. Atualmente compositores iorubás de bandas sonoras e música de teatro, entre eles se encontra Tope Alabi, que tem acompanhado suas obras dramáticas com música original iorubá.

### Música infantil

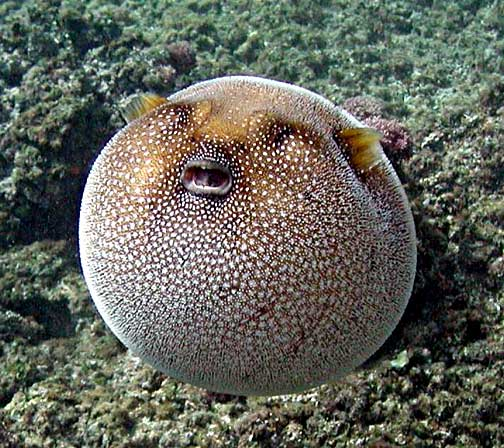
Na comunidade hauçá As crianças tocam um único instrumento no qual golpeiam ritmos sobre o estômago inflado de um peixe vivo irritado peixe bola

As crianças na Nigéria mantêm muitas de suas tradições, geralmente através de canções em jogos. Estas são comumente canções do tipo chamada e resposta que usam língua arcaica. Há outras músicas, como taroque entre os jovens que cantam, são sexualmente explícitos e obscenos e só o fazem longe de casa.
As crianças também usam instrumento de percussão como a cítara de balsa, timbales feitos de latas, tubos feitos com o talo de um paw paw e guimbarda feitas com o talo de sorgo. Na comunidade hauçá, as crianças tocam um único instrumento no qual golpeiam ritmos sobre o estômago inflado de um peixe vivo irritado peixe bola.

### Instrumentos tradicionais
Embora os instrumentos de percussão sejam  onipresentes, a música tradicional da Nigéria usa uma série de diferentes instrumentos. Muitos, como o xilofone, foram incorporados através da África Ocidental, enquanto outros são importações dos muçulmanos Magrebe ou do Sul da África Oriental. Outros instrumentos vieram da Europa ou da América. Os instrumentos de metal e Instrumentos de sopro-madeira foram importações precoces que desempenharam um papel vital no desenvolvimento da música nigeriana, enquanto a posterior importação de guitarras elétricas impulsionaram a popularização da música juju.

#### Percussão
O xilofone é comum em toda África Ocidental e África Central. Na Nigéria, predominam na parte sul do país e provêm do modelo da África central. Às vezes vários músicos tocam simultaneamente um xilofone. Os instrumentos são normalmente feitos de madeira colocada solta através de troncos de banana. Também podemos encontrar xilofones ressonados por caixa. Os conjuntos de potes de argila golpeados com uma almofadinha suave são comuns, e estes são tocados às vezes cheio de água. Embora normalmente afinados, às vezes são usados desafinados para produzir um ritmo mais grave. Também são utilizados troncos ocos, reentrância juntamente com buracos de Ressonância no final das fendas. Tradicionalmente, foram usados para comunicar-se em grandes distâncias.

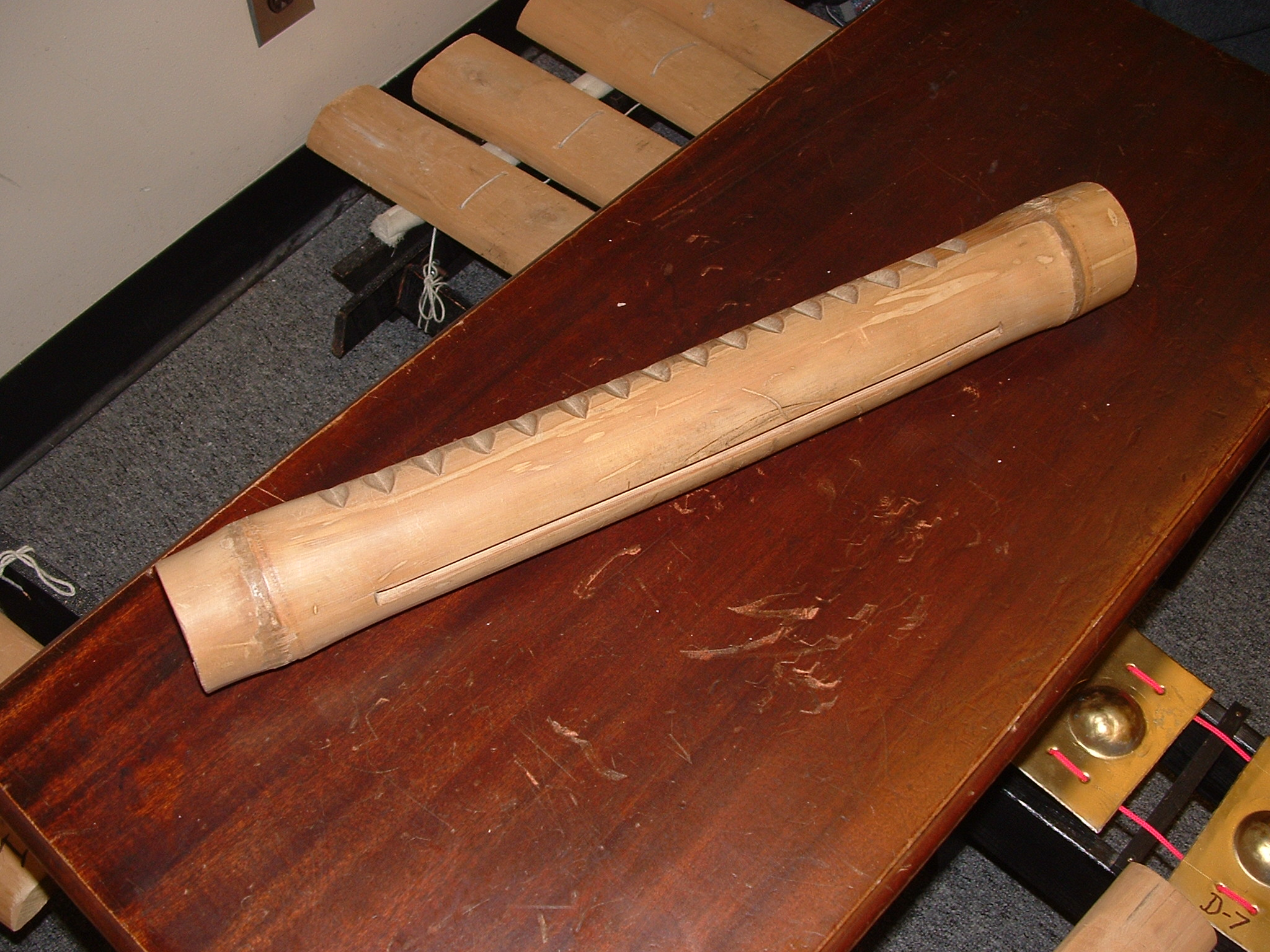
Tambor de fenda

Tocar diversos sinos é uma característica comum de festas reais, e foram utilizadas em sociedades secretas. Estes são normalmente feitos de ferro ou, nas orquestras islâmicas do norte, de bronze. As cabaças golpeadas com paus, colocadas sobre um pano, são características da música feita por mulheres, bem como as danças do culto bòòríí.
Às vezes, por todo o norte, as cabaças são colocadas de cabeça para baixo na água, com o diapasão ajustado pela quantidade de ar embaixo dela. No sudoeste, um certo número de cabaças afinadas são tocadas enquanto flutuam em uma artesa (caixa retangular, geralmente de madeira, que por seus quatro lados vai estreitando para o fundo. Serve para amassar o pão e para outros usos.).
Em geral todo tipo de tambores e timbales são utilizados, Contudo merecem especial menção o Tambor de fenda, o timbales djembê, o dundum para a orquestra polirítimica djembê, típica em toda África, e  o xequerê.

#### Instrumentos de corda

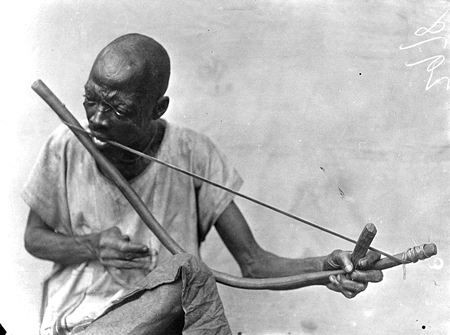
Ibo tocando um arco musical

O arco musical é encontrado na Nigéria como uma corda vibrante através da boca para ser tocado, puxando-a ou golpeando-a. É comum na parte central do país, e está associado com canções agrícolas que muitas vezes expressam preocupações e interesses sociais. As hastes de plantas de grão amarradas juntas com cordas e apoiadas por duas pontes são usadas para fazer uma espécie de cítara balsa, tocada com os polegares, tipicamente utilizada para entretenimento pessoal.
A Harpa arqueada encontra-se na parte leste do país, especialmente entre os taroques. Geralmente têm cinco ou seis cordas e a sintonia é pentatônica. Uma viola de ponto ressoada por uma tigela com uma malha de pele de lagarto, é usado na região Norte. Esta é uma importação da África do Norte, e é similar às culturas asiáticas centrais e etíopes. Os hauçás e os canúris tocam uma variedade de alaúdes de ponto.

#### Outros instrumentos
Na Nigéria também podemos encontrar uma grande variedade de instrumentos de sopro#madeiras e instrumentos de sopro#metal. Estes incluem muitas vezes trompetes, com frequencia feitas  de alumínio e tocadas em dois ou conjuntos de até seis músicos, muitas vezes acompanhados por um antecessor dele o oboé. Também podemos encontrar trompetes de madeira, trompetes de cabaça, flautas sopradas, assobios cruciformes, clarinetes transversais e várias classes de chifres.

## Música popular

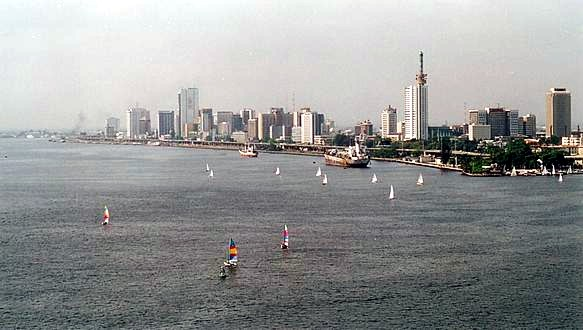
A antiga capital da Nigéria, Lagos, viu nascer em suas ruas grande parte da música popular nigeriana

Muitos países africanos têm vivido a violência e a escassez durante sua forçada transição de uma região com diversas culturas rurais para um grupo de estados-nação modernos. Nigéria tem  enfrentado mais dificuldade no período que a maioria dos países africanos pela forja de uma identidade popular cultural dos diversos povos do campo. Desde o seu início nas ruas de Lagos, a música popular na Nigéria tem sido desde há muito uma parte integrante do pequeno campo da música comercial africana, proporcionando influências e instrumentos de muitos grupos étnicos, em especial dos iorubás.
Os primeiros gêneros de música popular nigeriana  foram a música Palm wine (vinho de palma) e o highlife, que se estendem nos anos 1920 entre Nigéria e os países vizinhos da Libéria, Serra Leoa e Gana
Na Nigéria, o palm wine se fez a base primária para o juju, um gênero que dominou a música popular africana durante muitos anos. Durante esse tempo, outros gêneros como o apalá, obtidos a partir da música tradicional iorubá, também encontraram um público, embora mais limitado. Nos anos 1960, os músicos começaram a incorporar influências americanas e cubanas ao juju. O resultado foi a criação de novos gêneros no século passado, incluindo waka, yo-pop, hiplife e afrobeat.

### Palm wine(vinho de palma)
Palm wine (vinho de palma), e o aparecimento de juju
Desde o início do século XX, a música iorubá havia incorporado instrumentos de metal, utilizava a notação, a percussão islâmica e as novas técnicas brasileiras, dando lugar em Lagos ao gênero palm wine. Palm wine é o termo também utilizado para descrever gêneros musicais de Serra Leoa e Gana. Estas variedades são mais conhecidas que o palm wine nigeriano. O palm wine, no princípio, era tocado com instrumentos de corda, caracteristicamente, guitarras o banjos, acompanhados por bongôs. Este gênero urbano com frequência era tocado nos bares (o nome, é devido da bebida alcoólica conhecida como vinho de Palma).
As primeiras estrelas de palm wine surgiram no começo dos anos 1920, destacando-se Baba Tunde, King. Provavelmente cunhou o termo juju - um estilo de música que ele ajudou a criar - uma referência ao som de um pandeiro brasileiro;  ou o termo pode ter sido desenvolvido como uma expressão de desprezo pelos líderes coloniais (qualquer tradição nativa  era apropriada para ser chamada como mero joujou, em francês para "bobeira")..
Até o início da década de 1930, gravadoras britânicas como 'His Master's Voice' tinham começado a gravar palm wine, surgindo as mais famosas, como Ojoge Daniel, Tunde Nightingale e Speedy Araba. Estes artistas, juntamente com Tunde, estabeleceram o coração do gênero. que chamaram juju, criando um dos gêneros musicais mais populares na Nigéria durante todo o século XX.

### Apalá
e o agogô

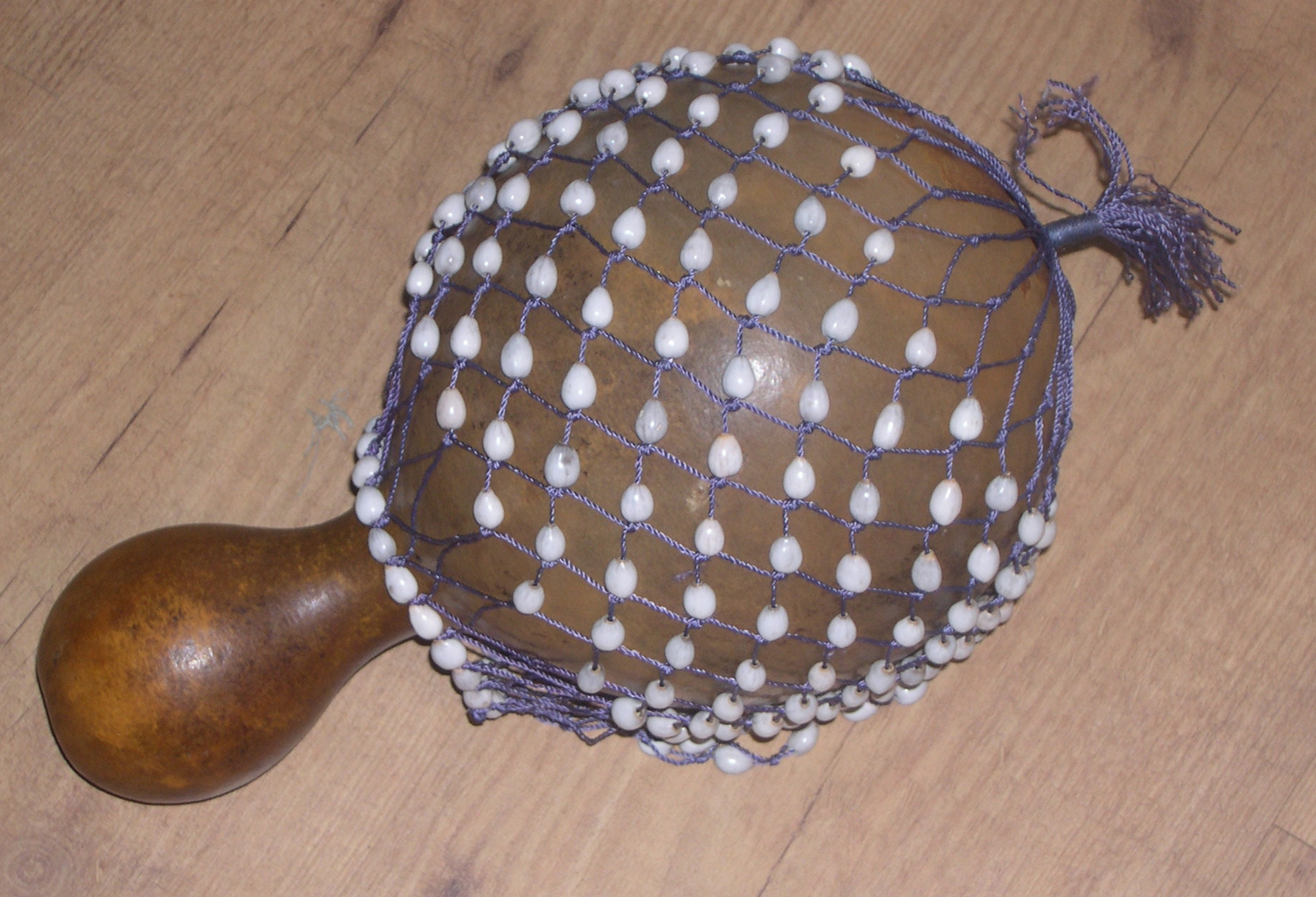
O xequerê é um dos instrumentos mais importantes da música apalá junto com o omelê, o agidibô

O apalá é um gênero vocal e de música de percussão dos iorubás muçulmanos. Surgiu no final dos anos 1930 como um meio para incentivar os fiéis após o jejum do Ramadã. Influenciado pela popular percussão afrocubana, o apalá tem-se desenvolvido em um gênero mais polido e tem atraído um grande público. Instrumentos incluem um chocalho (xequerê), um piano de polegar (agidibô) e uma sineta (agogô), bem como dois ou três tambores falantes (omele). O tradicional gênero iorubá também se tornaram muito populares nos anos 1960, desenvolvido por músicos como Haruna Ishola, Sefiu Ayan, Kasumu Adio, e Ayinla Omowura.
Ishola, que foi um dos mais bem sucedidos fabricantes da Nigéria de 1955 até sua morte em 1983, gravou muitas canções apalá, que alternaram entre o lento e emocional e o rápido e enérgico.
Sua música lírica era uma mistura de cantos de alabanza (louvor improvisado) e versos do Alcorão, assim como provérbios tradicionais. Seu trabalho teve uma influência formativa sobre o desenvolvimento do gênero fuji.

### anos 1950, 60 e 70
Após a Segunda Guerra Mundial a música nigeriana começou a adotar novos instrumentos e técnicas, incluindo instrumentos elétricos importados dos Estados Unidos e Europa. O rock and roll, o soul, e mais tarde o funk, se tornaram muito populares na Nigéria, e elementos destes gêneros foram acrescentados ao juju por artistas como IK Dairo. Entretanto, pouco a pouco o highlife foi ficando popular entre os ibos, e seu gênero encontrou um público nacional. Ao mesmo tempo, o apalá de Haruna Ishola se transformava em um dos maiores ícones do país. Em meados dos anos 1970, três dos nomes mais importantes na história da música nigeriana estavam no auge: Fela Kuti, Ebenezer Obey e King Sunny Adé, e no final dessa década iniciou  sua caminhada o yo-pop e o reggae nigeriano.

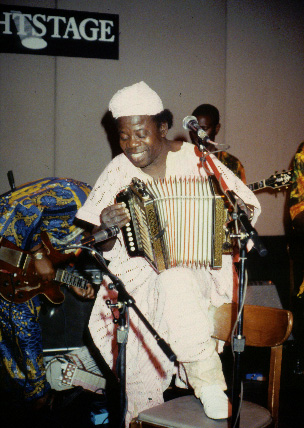
I.K. Dairo foi um marco da música juju, inovando o gênero e levando-o das zonas rurais para cidades

Embora gêneros populares como highlife e jùjú estaveram notopo das listas nigerianas nos anos 1960, a música tradicional permaneceu em vigor. Estrelas como o hauçá Dan Maraya eram conhecidas porque estiveram no campo de batalha durante a guerra civil nigeriana em 1967, para levantar o moral das tropas federais.

#### A modernização do jùjú
Após a Segunda Guerra Mundial, o gênero s'o wam be de Tunde Nightingale introduziu influências pop mais ocidentalizadas no gênero, o que fez dele uma das primeiras estrelas jùjú. Durante os anos 1950, a tecnologia de gravação avançou e o gangan, a guitarra elétrica e o acordeão foram incorporados ao jùjú. A maior parte desta inovação foi o trabalho de IK Dairo & the Morning Star Orchestra (antes IK Dairo & the Blue Spots), que se formou em 1957. Estes músicos levaram o jùjú das zonas rurais pobres para as grandes cidades da Nigéria. Dairo foi talvez a maior estrela da música africana antes dos anos 1960 e suas muitas gravações estenderam sua fama por todo o mundo, atingindo países tão distantes como Japão. Em 1963 ele se tornou o único músico africano honrado pelo convite para participar como membro honorário, da Ordem do Império Britânico, uma prestigiosa ordem de cavaleiros do Reino Unido. Outras figuras como King Sunny Adé também colaboraram de maneira importante na propagação do gênero. Seu álbum Odu, uma coleção de canções da tradicional música iorubá, em 1998 foi nomeado para um Prêmio Grammy.

#### Dispersão do highlife
Entre os ibos, o highlife de Gana tornou-se popular no início dos anos 1950, e outros gêneros de bandas de Camarões e Zaire logo o seguiram.
A ganense E. T. Mensah foi claramente a mais popular highlife performance da década de 1950, viajando freqüentemente a terras ibos e acumulando enorme multidão de admiradores. Bobby Benson & Seu Combo foram a primeira banda de highlife nigeriana a encontrar público em todo o país. Benson foi seguido por Jim Lawson & o Mayor's Dance Band, que alcançou  fama nacional em meados dos anos 1970, que terminou com a morte de Lawson, em 1976. Durante o mesmo período, outros grupos highlife atingiram seu auge. Estes incluem Rocafil Jazz e Prince Nico Mbarga e sua banda Rocafil Jazz começou tocando em hotéis nigerianos e onde "Sweet Mother" foi um sucesso Africano, que vendeu mais de 13 milhões de cópias, mais do que qualquer outro Africano solista de qualquer gênero.
Mbarga utilizou lírica inglesa de uma forma que incorporou "o sofisticado ponteio de guitarra rumba na língua highlife" criando um único híbrido de música e ritmo guitarra ibo congolês.
Após a guerra civil nos anos 1960, os ibos foram forçados a sair de Lagos e retornaram à sua terra natal. O resultado foi que o highlife deixou de ser uma parte principal da música popular nigeriana e foi se tornando algo puramente associado aos ibos Orientais. A popularidade do highlife foi lentamente diminuindo entre ibos, suplantado pelo juju e o fuji. No entanto, alguns músicos mantiveram o gênero vivo,  como os cantores e trompetistas iorubá Victor Olaiya (o único nigeriano, que tenha obtido um disco de platina), Stephen Osita Osadebe, Sonny Okosun, Victor Uwaifo e Orlando "dr. Ganja" Owoh, cujo estilo distinto, o Toye, fundiu juju e highlife.

#### O nascimento do fuji
Apalá, um estilo tradicional de Ijebu no estado iorubá na Nigéria, também se tornou muito popular na década de 1960, liderada por intérpretes como Haruna Ishola, Sefiu Ayan, Kasumu Adio, e Ayinla Omowura. Ishola, que era um dos mais consistentes da Nigéria hit makers entre 1955 e sua morte em 1983, gravando canções apalá, que alternou entre lento e emocional, e rápida e enérgica. Suas letras eram uma mistura de elogios e passagens improvisadas a partir do Corão, além de provérbios tradicionais. Sua obra tornou-se uma influência formativa no desenvolvimento do estilo Fuji.
No final dos anos 1960, assistiu-se ao aparecimento das primeiras bandas de Fuji. Fuji foi nomeado após Monte Fuji no Japão, exclusivamente pelo som da palavra, de acordo com Alhaji Sikiru Ayinde Barrister. Fuji foi uma síntese de apalá com o "ornamentos, livre-rítmica" canto de músico devocional Ajisari e foi acompanhado pelos sacara, um pandeiro, e guitarra havaiana. Entre as primeiras estrelas do gênero estão Haruna Ishola e Ayinla Omowura;
Ishola realizou inúmeros sucessos dos anos 1950 até o início dos anos 1980, tornando-se um dos artistas mais famosos do país. Fuji cresceu progressivamente e ficou mais popular entre os anos 1960 e 70, tornando-se estreitamente associado com o Islão no processo.
O fuji foi descrito como juju sem guitarras embora, irônicamente, Ebenezer Obey uma vez o descreveu como mambo com guitarras. No entanto, em suas raízes, a  Fuji é uma mistura das músicas muçulmana tradicional were music'ajisari com "aspectos de percussão apalá e canções vocais e meditativas, filosóficas música sacara";
Alhaji Sikiru Ayinde Barrister "iniciou sua carreira Fuji no início dos anos 1970 com o Grupo Fuji Dourado," embora ele tenha cantado músicas muçulmanas, pois ele tinha 10 anos de idade. Ele primeiro mudou o nome do seu grupo para "Fuji Londoners" quando ele voltou de uma viagem a Londres, Inglaterra. Depois de um tempo muito longo -, com sucessos como "Orilonise," Fuji Disco/Iku Baba Obey," "Oke Agba," "Aye," e "Suuru"; mais tarde ele mudou o nome do grupo para "Supreme Fuji Commanders", com um bang! "Orelope" foi platina instantaneamente. Ayinde era rival de Ayinla Kollington, "Baba Alatika," conhecido por usar abusivas e vulgares letras entrelaçadas com  incoerentes comentários sociais. Ele foi seguido na década de 1980 com a expansão dessas estrelas como Wasiu Ayinde Barrister.

#### Ade e Obey
Ebenezer Obey formou o International Brothers em 1964, e sua banda logo concorreu com  IK Dairo como o maior grupo nigeriano. Eles tocaram uma forma de blues, com uma guitarra base e Highlife que influenciaram o jùjú, incluindo um complexo elemento de percussão o Tambor falante dominados por uma grande elemento central o dundum.
Obey dirigiu-se as questões urbanas e incorporou tradições conservadoras iorubás e sua fé cristã. Seu rival foi King Sunny Adé, que surgiu no mesmo período, formando o Green Spots em 1966 e  depois, atingiu alguns dos maiores hits com o African Beats depois de 1974 Esu Biri Ebo Mi. Estes conseguiram uma indicação para o Grammy em 1998. Ade e Obey incorporaram rapidamente as novas influências musicais no jùjú para conseguir novos fãs; Hawaiian slack-key, teclados e fundos vocais estão entre as inovações que foram adicionadas durante este período de rápida mudança. Ade acrescentou fortes elementos da Dub music jamaicana, e introduziu a prática de tocar a guitarra com o ritmo e os tambores tocarem a melodia. Durante este período, as canções jùjú mudaram de canções pop curtas para faixas longas, muitas vezes, com mais de 20 minutos de duração. As Bandas aumentaram de quatro músicos, nos  conjuntos originais, para 10 com IK Dairo e mais de 30 Obey e Ade.

### Anos 1980 e 90
No início de 1980, ambos Obey e Ade tiveram maiores audiências fora da Nigéria.  Em 1982,  assinou para Island Records, que esperava replicar o sucesso de Bob Marley, e lançado Juju Music, que vendeu muito além das expectativas na Europa e nos Estados Unidos. Obey lançou Current Affairs em 1980 na Virgin Records e tornou-se rapidamente uma estrela no Reino Unido, mas não foi capaz de sustentar a sua carreira internacional, como Ade. Ade conduziu um breve período de fama internacional pelo jùjú, que terminou em 1985, quando ele perdeu o seu contrato após o registro de fracasso comercial de Aura (gravado com o Stevie Wonder) e sua banda saiu de repente no meio de uma enorme excursão japonesa.
O toque de Ade com renome internacional trouxe muita atenção por parte das principais empresas discográficas, e ajudou a inspirar o desenvolvimento da indústria world music. Até o final da década de 1980, jùjú tinha perdido para outros estilos, como o Yo-pop, gospel e reggae. Na década de 1990, no entanto, Fuji e jùjú permaneceram populares, como fizeram waka e reggae nigeriano. Na parte final da década, a música hip hop espalhou-se pelo país depois de ter sido parte importante da música em regiões vizinhas como o Senegal.

#### Yo-pop e juju anos (1980)
Duas das maiores estrelas dos anos 1980 foram Segun Adewale e Shina Peters, que começaram suas carreiras em meados da década de 1970 apresentando-se com o Príncipe Adekunle. Eles finalmente deixaram Adekunle e formaram uma breve parceria como Shina Adewale & the International Superstars  antes de começar carreiras solo. Adewale foi o primeiro dos dois a obter sucesso, quando ele tornou-se o mais famoso intérprete de Yo-pop.
O Yo-pop craze não duraria por muito tempo, substituído pelo estilo juju de Shina Peters, que quebrou o objetivo final depois do lançamento de Afro-Juju Série 1(1989). Afro-juju foi uma combinação de Afrobeat e fuji, e acendeu tal fervor entre os fãs de Shina que o fenômeno foi batizado "Shinamania" Embora lhe tenham outorgado Juju Músico do Ano, em 1990, A continuação de Shina, "Shinamania" vendido respectivamente mas foi arrasado por críticos. Seu êxito abriu o campo a recém-chegados, contudo, levando ao êxito de Fabulous Olu Fajemirokun e Adewale Ayuba. O mesmo período viu a subida de novos estilos como o "funky juju" promovido por Dele Taiwo.

#### Afrobeat
Afrobeat é um estilo mais associado com a Nigéria, embora profissionais e fãs são encontrados em toda a África Ocidental, e gravações Afrobeat são uma parte proeminente da categoria world music encontrados por todo o mundo desenvolvido. Trata-se de uma fusão da música americana funk com elementos do highlife, jazz e de outros estilos de música do Oeste Africano. O mais popular e mais conhecido executante, na verdade o mais famoso músico nigeriano na história, é, sem dúvida, Fela Kuti.

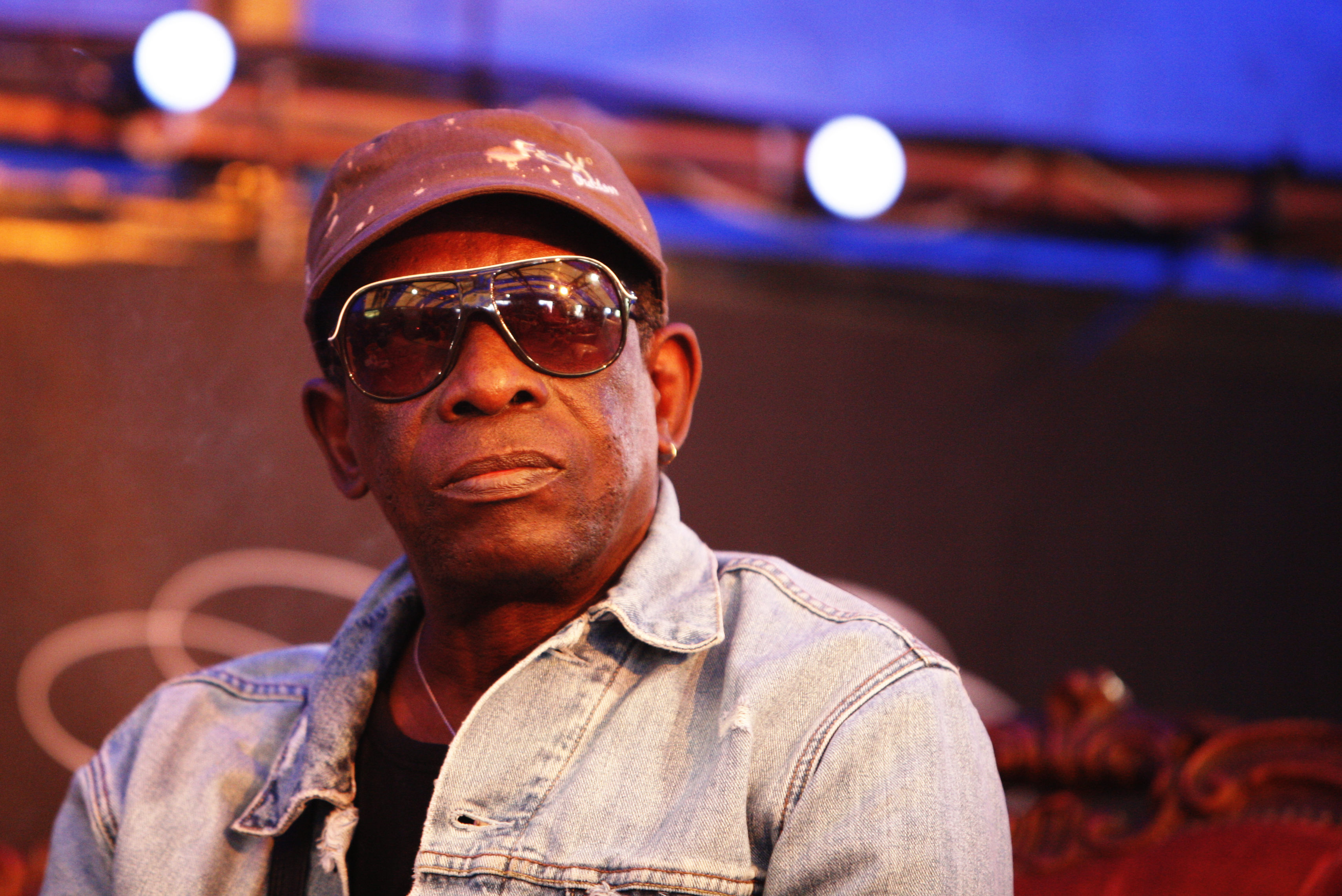
Tony Allen, músico percussionista internacional de referência vinculada hoje ao afrobeat fazia parte da banda revolucionária África' 70 junto com Fela Kuti

Fela Kuti começou a apresentar-se em 1961, mas não começou tocando no seu estilo distintivo Afrobeat até a sua exibição à Serra Leoa um cantor Afro-soul Geraldo Pino em 1963. Although Kuti é muitas vezes creditado como o único pioneiro da Afrobeat, outros músicos como Kuti Orlando Julius Ekemode também foram destacados no início do  Afrobeat, quando combinou highlife, jazz e funk. Um breve período nos Estados Unidos, viu-se exposto ao movimento Black Power e no Black Panthers, uma influência que ele viria a expressar em suas letras. Depois de viver brevemente em Londres, ele voltou para Lagos e abriu um clube, O Santuário, que foi um dos lugares mais populares de música na cidade. Ele começou a gravar com África'70, uma enorme faixa com o baterista Tony Allen, quem continuou desde então tonando-se um músico bem conhecido no seu próprio direito.
Com o África 70, Kuti registrou uma série de bons exitos, como ele atacou questões diversas como pobreza, tráfego e branqueamento de pele, ganhando a ira do governo. Em 1985, Kuti foi preso durante cinco anos, mas foi libertado após apenas dois anos após o clamor de protestos maciços internacional e doméstico. Após a liberação, Kuti continuou a criticar o governo em suas  músicas, e tornou-se conhecido pelo comportamento excêntrico, como divorciar-se repentinamente das vinte e oito esposas porque "nenhum homem tem o direito de possuir a vagina de uma mulher". Sua morte de AIDS, em 1997 desencadeou um período de luto nacional que foi sem precedentes na história documentada nigeriana.

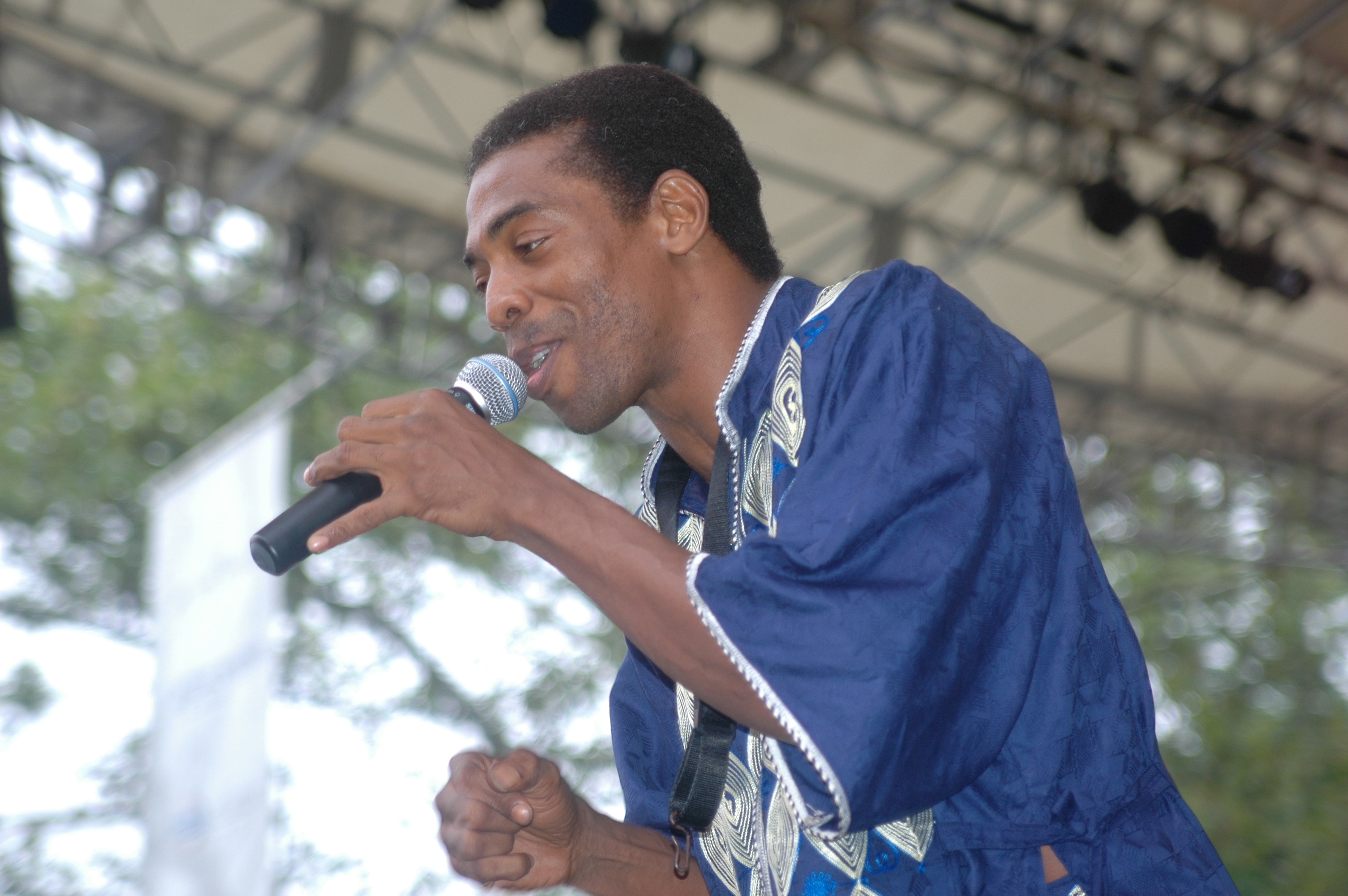
Femi Kuti, cantor popular de afrobeat nigeriano e filho do aclamado Fela Kuti, creador do gênero e um ícone na África

Na década de 1980, Afrobeat ficou associada à expansão do gênero world music. Na Europa e na América do Norte, a chamada "world music" atos vieram de todo o mundo e tocado em uma grande variedade de estilos. Fela Kuti e os seus Afrobeat seguidores foram alguns dos músicos mais famosos da considerada world music.
Até o final dos anos 1980 e início dos anos 1990, Afrobeat tinha muitas influências novas a partir do jazz e rock and roll. O alguma vez mascarado e enigmático Lagbaja se tornou um dos arautos da nova onda de Afrobeat, especialmente depois do seu LP 1996 C'est Une African Thing. Depois de uma aparição surpresa no lugar do seu pai, Fela, Femi Kuti juntou um grande fã clube que lhe permitiu viajar através da Europa.

#### Waka
A popular cantora Salawa Abeni tinha se tornado nacionalmente renomada após o lançamento de Late General Murtala Ramat Mohammed em 1976, que foi a primeira gravação por uma mulher nigeriana a vender mais de um milhão de cópias. Na década de 1980, ela permaneceu como um dos artistas mais vendidos, criando a sua própria e única variedade de música chamada waka; Ela estava tão intimamente ligada com o gênero que uma figura real, o alafim de Oió, Obalamidi Adeyemi, coroou-a a "Rainha da Música Waka" em 1992. Waka foi uma fusão de jùjú, Fuji e música tradicional iorubá.

#### Reggae, Hip hop e Gospel
O Reggae nigeriano foi popularizado por estrelas como Majek Fashek, (1988) que é cover de Bob Marley em  "Redemption Song", se tornou um sucesso sem precedentes para o reggae na Nigéria. Tal como muitos nigerianos mais tarde estrelas de reggae, Fashek foi uma parte da banda The Matadors por longa data, que viajaram e gravaram incessantemente durante  meados da década de 1980 e início de 1990. Mais tarde incluiu músicos proeminentes de reggae Jerri Jheto, Daddy Showkey, Ras Kimono e inspirados em MC Afrikan Simba de Londres.
Música gospel nigeriana, baseada nos modelos Musical afro-americanos, cresceram na década de 1970 quando da igreja à base de desempenho  de grupos e indivíduais mudaram-se para exibição pública.
Gospel se tornou muito popular na Nigéria durante toda a última parte do século, especialmente cantores como Sammie Okposo, cujo exito em 2000 "Welu Welu" foi uma das mais populares canções na história nigeriana A Sun News Online, e a cantora de longo tempo Onyeka Onwenu.
A música Hip hop foi trazida para a Nigéria, no final dos anos 1980, e aumentou popularidade em toda a primeira parte da década de 1990. Os primeiros atos incluídos Sound on Sound, Emphasis, Ruff Rugged & Raw, Swat Root, Osha, De Weez e Black Masquradaz.

## Música em festivais e feriados
Os festivais de Durbar são realizados em várias partes do sudoeste da Nigéria; durbar destina-se a honrar o Emir durante o término das festividades islâmicas Eid ul-Fitr, Eid ul-Adha, e Sallah para o bem conhecido durbar Katsina, é às vezes também utilizada para honrar dignitários visitantes;. Embora a principal atração do durbar são as exibições tradicionais de equitação, apresentações de percussionistas, trompetistas e cantores de louvor são uma parte importante da festa;. Outros feriados em que a música desempenha um papel importante inclui tambores e danças realizadas em Natal, domingo de Páscoa e segunda-feira de Páscoa; Pátria Nigeria.

## Música clássica
No século XX, a Nigéria produziu uma série de compositores clássicos; dentre eles Fela Sowande, Josué Uzoigwe, Akin Euba, e Godwin Sadoh. Sowande foi um dos primeiros e mais famosos compositores africanos da tradição clássica ocidental, e fundador da tradição nigerian art music. Sowande foi também um organista e músico de jazz, incorporando esses elementos da música popular nigeriana em seu trabalho.

## Mídia
- Problemas na execução dos arquivos? Veja Introdução à mídia.